# Vidaillat
Vidaillat – miejscowość i gmina we Francji, w regionie Nowa Akwitania, w departamencie Creuse.
Według danych na rok 1990 gminę zamieszkiwały 183 osoby, a gęstość zaludnienia wynosiła 8 osób/km² (wśród 747 gmin Limousin Vidaillat plasuje się na 446. miejscu pod względem liczby ludności, natomiast pod względem powierzchni na miejscu 285.).